# Macrollengua

Àrab dialectal.

Dialectes xinesos.

Macrollengua (de l'anglès macrolanguage), en lingüística, és una categoria introduïda per l'estàndard internacional ISO-639 que generalment designa a una llengua que existeix en forma de diferents varietats, no necessàriament intercomprensibles, però que per certes raons es consideren formes dialectals d'una mateixa llengua. En sentit lingüístic, moltes vegades es refereix a un grup de diverses llengües estrictament emparentades sense tenir cadascuna un nom específic i que per motius culturals, religiosos, etc., es consideren, no obstant això, una sola llengua. Algunes vegades s'empra el terme referint-se a diglòssia: quan existeixen diverses parles derivades d'una llengua més antiga o «clàssica», però que aquesta segueix estant en ús per facilitar la comunicació entre els parlants de les varietats populars.
L'ús d'aquesta categoria de macrollengua ha estat aplicat en la 16a edició de l'Ethnologue. Són macrollengües, per exemple: l'àrab, el xinès, el nàhuatl, el quítxua, el sard i diverses llengües indígenes del món. Les macrollengües són registrades i catalogades per l'organització SIL International.

## Llista de macrollengües

Distribució geogràfica de les principals divisions de la família quítxua.

Mapa dialectal de l'inuktitut

Aquesta llista només inclou dades específiques del SIL:
| ISO 639-1 | ISO 639-2 | ISO 639-3 | Nombre de variants inintel·ligibles | Nom de la macrollengua        |
| --------- | --------- | --------- | ----------------------------------- | ----------------------------- |
| ak        | aka       | aka       | 2                                   | akan                          |
| ar        | ara       | ara       | 30                                  | àrab                          |
| ay        | aym       | aym       | 2                                   | aimarà                        |
| az        | aze       | aze       | 2                                   | àzeri                         |
| (-)       | bal       | bal       | 3                                   | balutxi                       |
| (-)       | bik       | bik       | 5                                   | bikol                         |
| (-)       | bua       | bua       | 3                                   | buriat                        |
| (-)       | chm       | chm       | 2                                   | mari (Rússia)                 |
| cr        | cre       | cre       | 6                                   | cree                          |
| (-)       | del       | del       | 2                                   | Lenape                        |
| (-)       | den       | den       | 2                                   | slave (atapascana)            |
| (-)       | din       | din       | 5                                   | dinka                         |
| (-)       | doi       | doi       | 2                                   | dogri (macro)                 |
| fa        | fas/per   | fas       | 2                                   | persa                         |
| ff        | ful       | ful       | 9                                   | ful                           |
| (-)       | gba       | gba       | 5                                   | gbaya (RCF)                   |
| (-)       | gon       | gon       | 2                                   | gondi                         |
| (-)       | grb       | grb       | 5                                   | grebo                         |
| gn        | grn       | grn       | 5                                   | guaraní                       |
| (-)       | hai       | hai       | 2                                   | haida                         |
| sh        | (-)       | hbs       | 3                                   | serbocroata                   |
| (-)       | hmn       | hmn       | 21                                  | hmong                         |
| iu        | iku       | iku       | 2                                   | inuktitut                     |
| ik        | ipk       | ipk       | 2                                   | inupiaq                       |
| ja        | jpn       | jpn       | 7                                   | llengües japòniques           |
| (-)       | jrb       | jrb       | 5                                   | judeoàrab                     |
| kr        | kau       | kau       | 3                                   | kanuri                        |
| (-)       | kok       | kok       | 2                                   | konkani (genèric)             |
| kv        | kom       | kom       | 2                                   | komi                          |
| kg        | kon       | kon       | 3                                   | kongo                         |
| (-)       | kpe       | kpe       | 2                                   | kpelle                        |
| ku        | kur       | kur       | 3                                   | kurd                          |
| (-)       | lah       | lah       | 8                                   | lahnda                        |
| (-)       | man       | man       | 7                                   | mandinga                      |
| mg        | mlg       | mlg       | 10                                  | malgaix                       |
| (-)       | mix       | mix       | 4                                   | mixe                          |
| mn        | mon       | mon       | 2                                   | mongol                        |
| ms        | msa/may   | msa       | 13                                  | malai (genèric)               |
| (-)       | mwr       | mwr       | 6                                   | marwari                       |
| (-)       | nah       | nah       | 28                                  | nàhuatl                       |
| no        | nor       | nor       | 2                                   | noruec                        |
| oc        | oci       | oci       | 5                                   | occità (post 1500); provençal |
| oj        | oji       | oji       | 7                                   | idioma ojibwa                 |
| om        | orm       | orm       | 4                                   | oromo                         |
| ps        | pus       | pus       | 3                                   | paixtu                        |
| qu        | que       | que       | 44                                  | quítxua                       |
| (-)       | raj       | raj       | 6                                   | rajasthani                    |
| (-)       | rom       | rom       | 7                                   | romaní                        |
| sq        | sqi/alb   | sqi       | 4                                   | albanès                       |
| sc        | srd       | srd       | 4                                   | sard                          |
| sw        | swa       | swa       | 2                                   | swahili                       |
| (-)       | syr       | syr       | 2                                   | siríac                        |
| (-)       | tmh       | tmh       | 4                                   | tamaixec                      |
| uz        | uzb       | uzb       | 2                                   | usbec                         |
| yi        | yid       | yid       | 2                                   | jiddisch                      |
| (-)       | zap       | zap       | 58                                  | zapoteca                      |
| za        | zha       | zha       | 2                                   | zhuang                        |
| zh        | zho/chi   | zho       | 13                                  | xinès                         |